# Aurora Rodrigues
Aurora Rosa Salvador Rodrigues, más conocida como Aurora Rodrigues (Minas de São Domingos, 20 de enero de 1952), es una magistrada portuguesa jubilada del Ministerio Público. Fue presa política por la  Policía Internacional y de Defensa del Estado  (PIDE) durante el Estado Nuevo  portugués.

## Biografía
Alentejana, nació el 20 de enero de 1952, en Vale da Azinheira, Mina de São Domingos. A los 17 años se matriculó en la Facultad de Derecho de la Universidad de Lisboa, en el curso 1969/70.
Después de ingresar a la universidad, el Partido Comunista Portugués se acercó a Aurora Rodrigues para que se convirtiera en militante, pero esta terminó ingresando en el Partido Comunista de los Trabajadores Portugueses, tras el asesinato del estudiante Ribeiro dos Santos por parte la PIDE.
El 3 de mayo de 1973, con apenas 21 años de edad, fue detenida por la PIDE cuando salía de la universidad, tras una reunión de estudiantes. Permaneció en la prisión de Caxias durante tres meses, donde fue sometida a un régimen de tortura particularmente violento: 450 horas de tortura del sueño, tortura por ahogamiento, tortura de estatua y palizas. Rodrigues declaró que la memoria de Ribeiro dos Santos, así como el apoyo de su familia y su compañera Ana Gomes, fueron fundamentales para que lograra sobrevivir durante este período.
Aurora Rodrigues fue liberada tres meses después, el 28 de julio de 1973. No tenía derecho a un abogado, nunca fue a juicio ni conocía ninguna acusación formal sobre ella.
Después del 25 de abril de 1974, fue nuevamente detenida por el COPCON, tras la prohibición del MRPP de participar en la Asamblea Constituyente. Fue detenida el 28 de mayo de 1975, a su llegada a la sede del partido, acompañada de Arnaldo Matos. Este encarcelamiento formó parte de una operación nacional, que puso tras las rejas a 432 activistas del partido.
En 1977 abandonó el MRPP y dejó definitivamente la militancia del partido.
Fue magistrada del Ministerio Público en Santarém y Évora. Entre 2009 y 2012 fue presidenta de la sección evorense del Sindicato de Fiscales. Se retiró de la docencia en 2018.

## Obra
En 2011 publicó el libro Gente Comum - uma história na PIDE , en la que relató su experiencia como presa política. A partir de la autobiografía de sus primeros 25 años de vida, Rodrigues pretendía contrarrestar la idea de que los presos políticos del régimen solo eran políticos conocidos, sino que eran ciudadanos corrientes. El libro fue organizado por el historiador António Monteiro Cardoso y la antropóloga Paula Godinho quienes, a partir de los testimonios de Aurora Rodrigues, hicieron el marco histórico y social adecuado. La edición contó con el apoyo del Sindicato de Magistrados del Ministerio Público y la Asociación de Mujeres Juristas y fue presentada por Fernando Mendes Rosas.